# Вольт Нидерланды
«Вольт Нидерланды» (нидерл. Volt Nederland) — нидерландская социально-либеральная политическая партия. Входит в панъевропейскую партию «Вольт Европа». Основана 23 июня 2018 года в Утрехте.
Участвовала в выборах в Европейский парламент 23 мая 2019 года. Получила 1,9% голосов и, таким образом, не получила ни одного из 26 мест от Нидерландов.
Политическим лидером на парламентских выборах в марте 2021 года стал Лоренс Дассен. По результатам выборов партия получила 250 280 (2,4 %) голосов и 3 мандата в Палате представителей Генеральных штатов Нидерландов.
Политическим лидером на досрочных парламентских выборах 22 ноября 2023 года также стал Лоренс Дассен. По результатам выборов партия получила 1,7 % голосов и 2 мандата.